# Шанън Ръдърфорд
Шанън Ръдърфорд (на английски: Shannon Rutherford) е героиня от драматичния сериал на телевизия ABC „Изгубени“, който проследява живота на група оцелели при самолетна катастрофа в южната част на Тихи океан. Ролята се изпълнява от Маги Грейс. Шанън е представена в пилотния епизод като доведена сестра на друг от оцелелите - Буун Карлайл (Йън Сомърхолдър). Тя е сред главните герои до епизода "Collision", когато е погребана. През по-голямата част от времето ѝ на Острова, тя е неотзивчива и прекарва дълго време, правейки слънчеви бани. Шанън започва взаимоотношения с друг от оцелелите от самолетната катастрофа - Саид Джара (Навийн Андрюс). В българския дублаж Шанън се озвучава от Милена Живкова и от Мая Кисьова в шести сезон на AXN.